# Xandrames tromodes
Xandrames tromodes är en fjärilsart som beskrevs av Eugen Wehrli 1953. Xandrames tromodes ingår i släktet Xandrames och familjen mätare. Inga underarter finns listade i Catalogue of Life.